# الدوري الهولندي الدرجة الأولى 1974–75
الدوري الهولندي الدرجة الأولى 1974–1975 هو الموسم التاسع عشر من الدوري الهولندي الدرجة الأولى منذ إنشائه في عام 1956. فاز بهذا الموسم إن إي سي نيميخن.

## الفرق
يشارك 20 نادي في الدوري: النادي الذي يحتل المرتبة الأولى في هذا الدوري يتأهل مباشرتا إلى الدوري الهولندي الممتاز، تأهل في هذه الدوري إن إي سي نيميخن.